# قاي أندريه بوي
قاي أندريه بوي (بالفرنسية: Guy André Boy)‏ هو مهندس فضاء جوي فرنسي، ولد في 25 مايو 1952 في تولوز في فرنسا.